# 塔德乌什·雷伊坦
塔德乌什·雷伊坦（波蘭語：Tadeusz Reytan或Tadeusz Rejtan，还有Reyten较少使用；1742年8月20日—1780年8月8日）是一位波兰贵族。他是波兰-立陶宛瑟姆议员，从立陶宛大公国新格鲁多克（现属白俄罗斯）选区选出。雷伊坦以其在1773年9月3日瓜分瑟姆时的戏剧性举动而著称。在这次瑟姆中，雷伊坦试图阻止第一次瓜分波兰合法化，而这一场景也因扬·马特伊科的画作而永不磨灭。他成为了其他的很多艺术作品所描绘的对象，也成为了爱国主义的象征。但是，尽管雷伊坦尽力阻挠，对波兰的瓜分不久后即成为现实。

## 生平

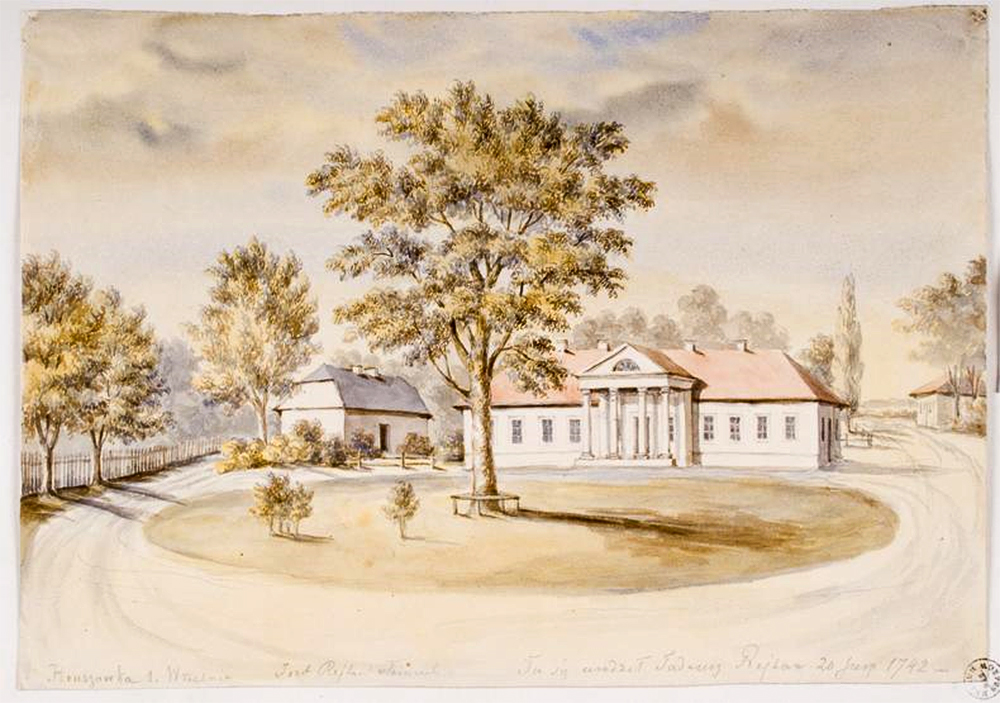
雷伊坦家族在赫鲁舒夫卡的庄园，纳波莱昂·奥尔达绘

塔德乌什·雷伊坦在1742年8月20日于赫鲁舒夫卡（现白俄罗斯赫鲁绍卡）出生（上述出生日期来源于波兰传记辞典，其他的一些文献所给出的日期不同）。他的父亲多米尼克·雷伊坦是位下等贵族，但相对富有，曾任新格鲁多克总管；而塔德乌什的母亲是特蕾莎·沃沃德科维奇。塔德乌什可能是五个兄弟中的长子。他的弟弟米哈乌会成为新格鲁多克的作家。而五兄弟的祖父（也叫米哈乌）是莫济里的财务总监。雷伊坦家族效忠于强势的拉齐维乌家族，而塔德乌什也会发誓终于此家族。
他可能就读于华沙贵族学院（仅有第二手资料可证明这一点）。 此后，他成为波兰骑兵，在立陶宛大公国的一个旗队中服役。他也许参与了巴尔联盟（1768年-1772年），但历史学家并不确定这一点的真实性。
1773年，在巴尔联盟战争后，波兰立陶宛联邦的三大强邻（俄罗斯帝国、普鲁士和奥地利）在联邦首都华沙召开特别瑟姆（波兰议会），以将她们对波兰的第一次瓜分合法化。尽管受到外国使节的威胁，雷伊坦仍成为试图阻止将这次瓜分合法化的议员之一。举例来说，俄罗斯大使奥托·冯·斯塔克尔伯格宣称，如果将第一次瓜分波兰合法化的议案不通过，整个华沙城会被俄国人夷为平地；其他威胁包括处决、没收领地和增大被瓜分的领土。
雷伊坦是这次瑟姆的议员，从新格鲁多克选区选出，当地议会（瑟米克）给他的指示非常明确，就是要保卫联邦。瑟姆第一天（4月19日），甚至可能在先前几天的讨论中，雷伊坦连同斯坦尼斯瓦夫·博胡谢维奇和萨穆埃尔·科尔萨克强烈抵制亚当·波宁斯基的议案；波宁斯基试图召开联盟瑟姆，因为这种瑟姆不受自由否决权的威胁。雷伊坦的理由本来就合情合理；首先他称波宁斯基没有成为瑟姆议长的权利，而召开联盟瑟姆的理由也不存在。他也拿出了瑟姆议长的两个幕僚之一。在与另一位议员讨论时，雷伊坦称他知道外国势力会强行将瓜分波兰的议案通过，但是他的目的是让外国势力知道，任何依靠他们的强权通过的条约是不可能获得全票支持的。雷伊坦因此能够扰乱当天的会议。他试图推迟并扰乱会议，但是他遭到了其他议员的无视，拒绝和威胁。4月20日，在俄军和普军士兵的护送下，波宁斯基回到瑟姆。瑟姆很快召开了，并开始商讨雷伊坦的举动中有可能存在的违法行为，但那天少有讨论进行。
第二天，法庭宣判监禁雷伊坦并没收其财产，但是判决遭到雷伊坦质疑。 最终，大多数议员在4月21日签署联盟法案，此法案也得到国王的认可。部队阻止其他议员进入瑟姆会议厅，但是包括雷伊坦在内的少数议员仍然到场。为了完成成立联盟的手续，并将波宁斯基选为瑟姆议长，部分联盟议员进入会议厅，通过一项动议，正准备离开。就在这个时候，雷伊坦做出了那个戏剧性的举动，据称他露出胸膛，躺在门道，用自己的躯体挡道，戏剧性地试图阻止其他议员离开那个正在进行讨论的会议厅（离开会议厅意味着讨论已经结束，动议已经通过）。其他人也试图挡道。他们的举动颇具戏剧性，但并无意义，想要离开的议员直接越过雷伊坦的身体，并且人们相互推搡，情况一片混乱。最终，只剩下包括雷伊坦在内的少数几个议员留在里边；他们拒绝离开，希望外国部队出面挪走他们，而这就会成为外国干预的标志。4月22日左右，在36小时不睡觉不进食后，雷伊坦和留下来的同伴离开瑟姆会议厅（据称雷伊坦拒绝在瑟姆会议厅进食，称这是对瑟姆的无礼）。.但是最终，他们离开了，作为回应，外国外交官保证对雷伊坦的判决已无效，秋后算账的事也不会发生。 
雷伊坦在接下来的几年留在华沙（瓜分瑟姆持续至1776年），但他的影响力减小了。
第一次瓜分波兰后，雷伊坦淡出政坛。他一生未婚。他在赫鲁舒夫卡的小庄园渡过余生，最终在1780年8月去世。他的心理健康恶化，根据一些人的说法，这是祖国山河沦丧对他的打击所导致的，但有关他举止失常的传言可以追溯至1773年瓜分瑟姆召开后不久，早于1776年最终动议通过之时。据称他是1775年3月19日在他兄弟的护送下从华沙回去的。最终他自杀了，利用玻璃自尽（最详细的说法称他吞玻璃自尽 ，以免被他所认为的冲他而来的俄军士兵带走）。他的葬身之地的准确地点尚无人知，1930年研究人员在赫鲁舒夫卡开展发掘工作，但未能准确地找到他的墓地。

## 影响

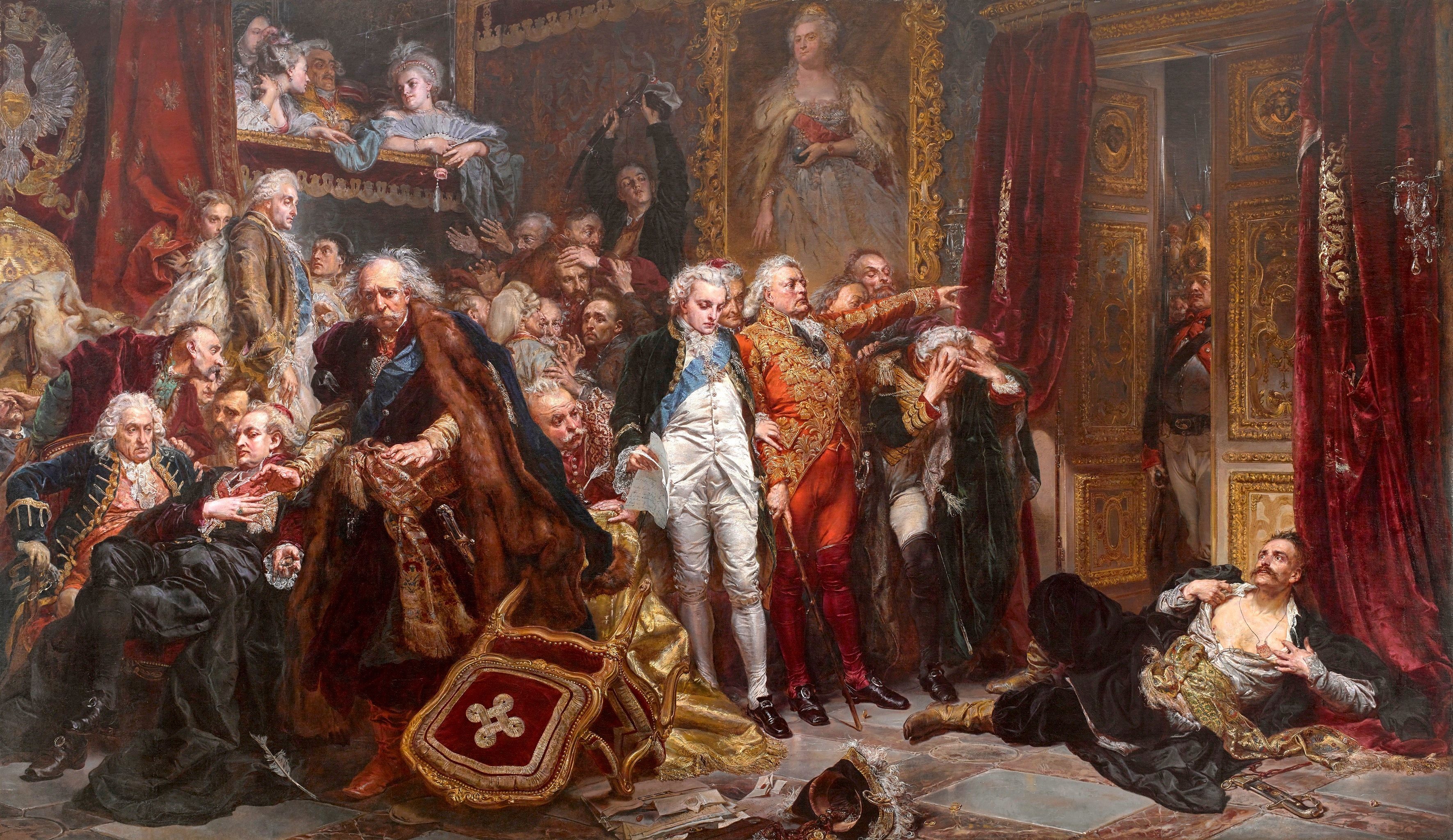
「雷伊坦，或波兰的衰落」，帆布油画，282 x 487厘米，扬·马特伊科于1866年年绘，现藏于华沙王室城堡。雷伊坦在右边

雷伊坦试图阻止瓜分的戏剧性举动使他在波兰得到长久的认可，这种认可甚至在瓜分瑟姆进行时就已经开始了，他那时得到了其他的一些议员的称赞。他的举动也被俄罗斯和普鲁士驻扎在华沙的指挥官视为爱国且可敬的，并且提供给他护卫队以免受一些联盟议员伤害（特别是波宁斯基对他有很深的怨恨）。随后，小册子和新闻报道向波兰国内外传播有关他在瓜分瑟姆期间的举动的消息。1788年至1792年的大瑟姆通过一项政令称赞雷伊坦，而议员们则讨论要将一块刻有他的名字的匾放在瑟姆会议厅。那个时候，扬·苏霍热夫斯基模仿了雷伊坦在瑟姆的举动，但这次没有上次那么出名。

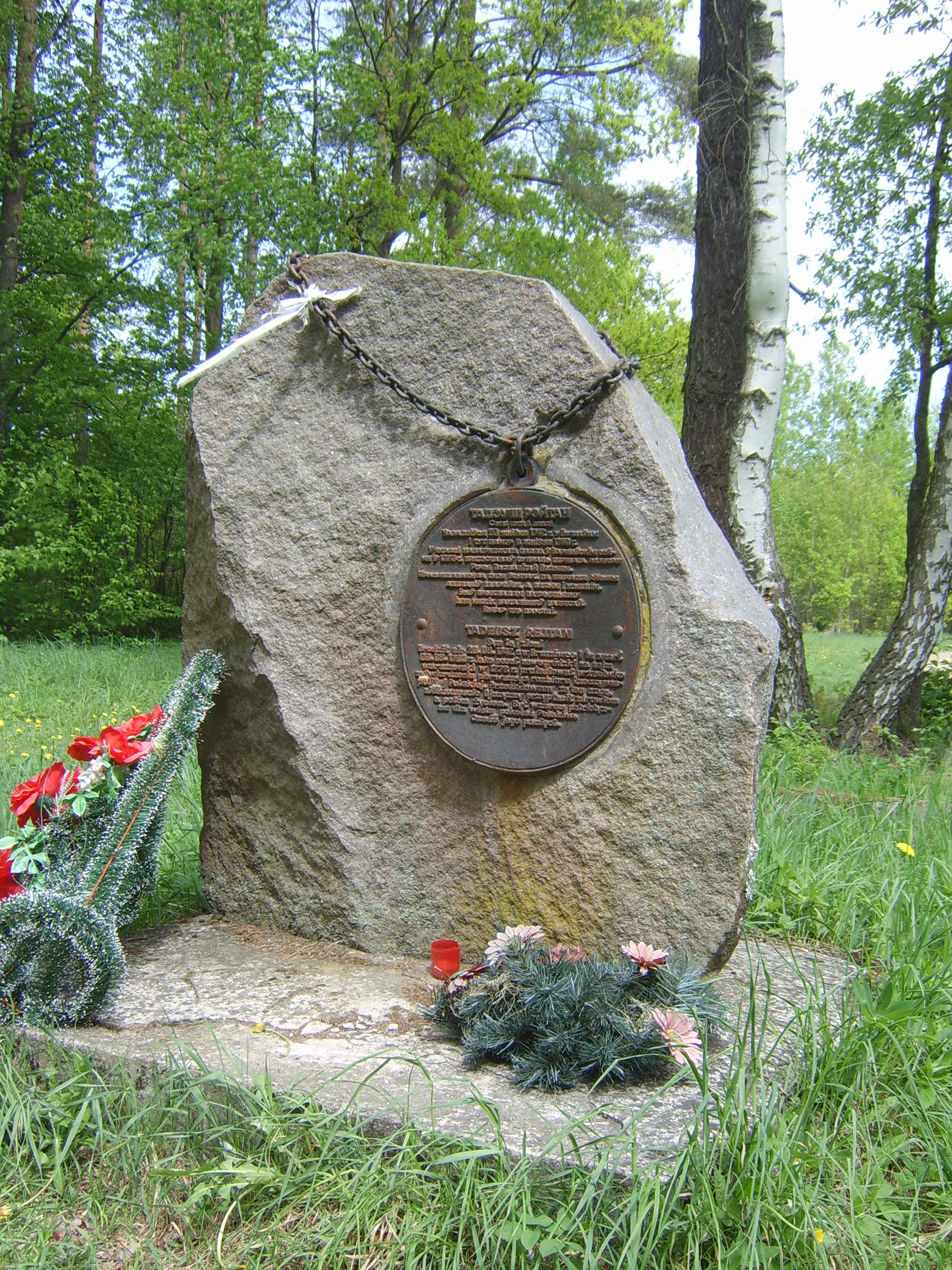
纪念塔德乌什·雷伊坦的石头，位于白俄罗斯赫鲁绍卡陵墓礼拜堂旁

他从过去到现在一直被视为爱国者的典范。他出现在很多艺术作品、诗作、歌曲和书籍。提到他的作者有斯坦尼斯瓦夫·斯塔希茨、弗兰齐谢克·D·克尼亚伊宁、亚当·密茨凯维奇、约瑟夫·舒伊斯基、莱昂·韦格内尔、塞韦伦·戈什琴斯基、扬·莱霍尼、阿尔图尔·奥普曼、塞韦蕾娜·杜欣斯卡、玛丽娅·科诺普尼茨卡、卡齐米日·布龙奇克、维克多·沃罗希尔斯基、马里安·布兰迪斯和耶日·扎维伊斯基。1860年，雷伊坦家族捐献雷伊坦的半身像，现该像藏于克拉科夫国家博物馆。据称，克拉科夫一座用于纪念他的小型纪念碑在二战结束不久的1946年崩塌，没有复原。一块饰有雷伊坦像的奖章在1860年于波兹南大公国发行。他的一些画像至今仍存，其中包括弗兰齐谢克·斯穆格莱维奇所画的那幅。但是，在表现雷伊坦的艺术作品中，扬·马特伊科1866年的画作“雷伊坦在1773年4月21日的华沙瑟姆——波兰的陨落”（Rejtan na sejmie warszawskim 21 kwietnia 1773 – upadek Polski）是最有名的，这幅画更加戏剧性地描绘了雷伊坦在瓜分瑟姆中的那个举动。   众多学校、街道和部队都以雷伊坦为名。